# 吉行由実
吉行 由実（よしゆき ゆみ、1965年8月19日- ）は、日本の女優、映画監督。福島県出身。アプレ所属。

## 経歴
1988年、獨協大学経済学部卒業。在学中から映画分野に携わり、1993年、ピンク映画にて女優デビュー。以降、多数のピンク映画に出演し、人気女優となる。また、実相寺昭雄との出会いで一般作品にも進出『D坂の殺人事件』では、真田広之、嶋田久作を相手に準主役をつとめた）し現在もテレビドラマ・映画と活躍している。
大林宣彦作品に憧れ女優を志す。しかし大林ワールドの少女にどう考えてもなれないと悟り、監督になってピンク映画において「私の大林ワールド」を作ってしまえと決意した。大林作品に強く惹かれる理由は少女へのこだわりだという。
1996年には『まん性発情不倫妻』で映画監督業にも進出。高い評価を獲得し、現在も作品をコンスタントに発表している。
2021年6月17日、ピンク映画ベストテン2020において桃熊監督賞を受賞。

### 受賞歴
- 第20回ヨコハマ映画祭 助演女優賞[3]

## 監督

### 映画
- まん性発情不倫妻（1996年）
- 姉妹どんぶり 抜かずに中で（1997年）
- 発情娘 糸ひき生下着（1998年）
- 乙男（おとめ）たちの素顔（1998年）
- 新妻不倫 背中で感じる指先（1999年）
- せつなく求めてII 人妻編（2000年）
- 浮気なぼくら NAUGHY BOYS（2001年）
- 不倫妻 愛されたい想い（2003年）
- 帰ってきた刑事まつり 発情女刑事（2003年）
- シングルマザー 猥らな男あさり（2003年）
- 憧れの家庭教師 汚された純白（2004年）
- せつないかもしれない（2004年）
- ミスピーチ 巨乳は桃の甘み（2005年）
- 年上のOL 悩ましい舌使い（2005年）
- 巨乳な姉妹 谷間に吸いつけ（2006年）
- 未亡人アパート 巨乳のうずく夜（2007年）
- 不倫中毒 官能のまどろみ（2007年）
- 恋心の風景 キャンプでLOVE（2008年）
- 裸身の裏顔 ふしだらな愛（2009年）
- アラフォー離婚妻 くわえて失神（2009年）
- 喪失(妹)告白 恥じらいの震え（2010年）
- 夏男たちのラブビーチ（2010年）
- 新婚の寝室 身悶えの飼育（2011年）
- 不倫密会 ふしだら狂い尻（2011年）
- 抱きたい人妻 こすれる感触（2012年）
- 新婚妻の性欲 求める白衣（2012年）
- ねっとり秘書 吸われる快感（2012年）
- 義父の愛撫 くい込む舌先（2013年）
- 真夜中きみはキバをむく（2014年）[4][5]
- お天気キャスター 晴れのち濡れて（2015年1月23日公開、70分、オーピー映画）- 脚本兼任
- 浮気妻 寝室の覗き穴（2015年8月21日公開、70分、オーピー映画）- 脚本兼任
※別タイトル「浮気妻 身代わりの罠」
- 恋するプリンセス ぷりんぷりんなお尻（2016年9月23日、OP PICTURES）- 脚本兼任

2017年7月9日、R15+のレイティングで再編集し「プリンセス　甘く危険な休日」と改題して上映
- 股間の純真 ポロリとつながる（2017年4月21日公開）
- 人妻ドラゴン 何度も昇天拳（2017年11月24日公開）
- 誰にでもイヤラシイ秘密がある（2018年）監督・脚本[7]
- SEX and LoveDoll:アンジェラ 〜美爆乳アンドロイドのセクシー実践講座〜（2018年12月5日）監督・脚本
- 姉妹事件簿　エッチにまる見え（2019年4月26日、オーピー映画）- 順子 役で出演も兼ねる[8]
- 小悪魔妻 美乳で誘う（2020年1月17日、オーピー映画）監督・脚本[9]
- 同棲性活　恥部とあなたと…（2020年11月6日、オーピー映画）監督・脚本・出演
- ママと私 とろけモードで感じちゃう（2022年4月6日、オーピー映画）
- パーフェクト・キス 濡らしてプレイバック（2023年6月16日、オーピー映画）[10][11]
- むちゃ振り開花中 浮気っ娘と火照り妻（2023年11月10日、オーピー映画）監督・脚本
- 裸舞♡パートナー 欲望大開放（2024年6月14日、オーピー映画）監督・脚本[12]
- オレ達のこじらせメロディー（2024年8月14日、オーピー映画）[13]
- 肉感海岸 美巨乳店員のいるお店（2025年7月18日、オーピー映画）[14]

### オリジナルビデオ
- ビーチバレー刑事(デカ) 盗撮ストーカーを追え!（2007年）
- ビーチバレー刑事(デカ) 謎のコーチを追跡せよ!（2007年）
- ビーチバレー刑事(デカ) 北京への道（2008年）
- ビーチバレー刑事(デカ) テロリンピックを阻止せよ（2008年）
- 小悪魔蝶々(バタフライ) 〜嬢王への道〜（2009年）
- ビタミンLOVE みずか（2010年）
- セクシードール・マリエ SEXY万能秘書のヒミツのカラダ（2019年8月2日、発売元：彩プロ、販売元：竹書房）
- セクシーメインディッシュ 三ツ星ボディとセクシーギョーザ（2020年7月3日、竹書房）[15]
- エクスタシー・キャットウィッチLISA（2021年11月5日、シネポップ、市来まひろ・及川大智）[16]

### 配信
- ラブラブシェアハウス ハウスメイトのヒミツと恋のラプソディー（2022年5月4日、U-NEXTほか）[17]
- ラブラブシェアハウス2　ライフwithセクシー・ガールズ（2022年12月2日、U-NEXTほか）[18]
- ラブラブシェアハウス３ 美女の花園はユーワクがイッパイ!（2022年8月2日、U-NEXTほか）[19]

- あ・べ・こ・べround3 Hなホンネと理想のカラダ（2024年8月2日、U-NEXTほか）[20]

## 出演

### 映画
- D坂の殺人事件（1997年、実相寺昭雄監督）- 須永時子 役
- 黒い下着の女 雷魚（1997年、瀬々敬久監督） - 看護婦 役
- 大怪獣東京に現わる（1998年）- 桜沢亮子(ノストラばばあ) 役
- 公衆便所 私いたずらされました（1999年、瀧島弘義監督）
- 発狂する唇（1999年、佐々木浩久監督）- 倉橋暎子 役
- 呪怨（1999年、清水崇監督）
- 第七官界彷徨 尾崎翠を探して（1999年、浜野佐知監督）
- 日曜日は終わらない（1999年）
- 血を吸う宇宙（2001年）
- －less（2001年）
- 岸和田少年愚連隊 カオルちゃん最強伝説 EPISODE 2 ロシアより愛をこめて（2002年） - 磯部の妻
- バネ式（2002年）
- 血を吸う宇宙 外伝 変身（2002年）
- 刑事まつり「だじゃれ刑事」（2003年）
- 理由（2004年）- 秋吉さなえ 役
- ピンクリボン（2004年）
- ソドムの市（2004年、高橋洋監督）
- みこすり半劇場　生搾りスーパーDX（2005年）
- 乱歩地獄（2005年）- 山科小夜子 役
- ＠ベイビーメール（2005年）
- 隣の三姉妹 貝ならべ（2006年）
- 激闘！アイドル予備校（2006年）
- レンタル彼氏（2005年）
- 海と夕陽と彼女の涙 ストロベリーフィールズ（2006年）
- 東大受験専門寮 ああ つばめ荘（2007年）
- ヒミコさん（2007年）
- 転校生 -さよなら あなた-（2007年）
- 美少女ストリップ 天使のハメ心地（2008年）
- 奴隷介護 資産家老人の性（2008年）
- 人妻ひざ枕 奥までほじって（2008年）
- オカルト（2008年）
- 平凡ポンチ（2008年、佐藤佐吉監督）
- その日のまえに（2008年）
- 桃色のジャンヌ・ダルク（2009年）
- ダンプねえちゃんとホルモン大王（2009年）
- 童貞放浪記（2009年）
- 逆襲！スケ番ハンターズ 地獄の決闘（2010年）
- 巨乳ドラゴン 温泉ゾンビ VS ストリッパー5（2010年）
- 紙風船（2010年）
- 人妻の恥臭 ぬめる股ぐら（2012年、山崎邦紀監督） - バーのママ 役
- 個人授業DX 女教師と生徒の青い体験（2012年）
- おやじ男優Z（2014年10月25日公開、池島ゆたか監督） - 幸子 役
- 性感治療 股ぐらの処方箋（2019年7月5日、オーピー映画） - 少女老婆 役[21]
  - 劇場版・悦楽クリニック！ 凛子の淫らな冒険（2019年8月29日、オーピー映画）※性感治療～の一般公開編集版[22]
- 揉めよドラゴン 爆乳乱れ咲き（2020年8月28日、オーピー映画）- 間宮悦子・少女老師 役[23]
  - 揉めよドラゴン 爆乳死亡遊戯（2020年、オーピー映画）- 間宮悦子・少女老師 役[24]
- ラストホール（2023年、秋葉美希監督）- 女将(壮介の母) 役[25]
- ふきげんな姉妹（2023年11月26日、オーピー映画）[26]
- エツコ・ブランニュー・デイ（2024年12月5日、オーピー映画）- 占い師 役[27]

### オリジナルビデオ
- デコトラ★ギャル杏（2016年）
- 制覇18,19（2018年，Vシネマ，オールインエンタテインメント） -　九州 玄海一家姐 大伴トシエ 役

### テレビ
- ウルトラマンティガ 第40話「夢」（1997年）
- ウルトラマンダイナ 第37話「ユメノカタマリ」（1998年）
- さそり第1話（2004年）
- 怪談新耳袋（2005年、BS-i）
- DRAMA COMPLEX 理由～日テレバージョン（2005年、日本テレビ）
- 激闘!アイドル予備校（2006年）総合演出
- 怪奇大作戦 セカンドファイル（2007年）
- ケータイ刑事 銭形雷 2ndシーズン 最終話（2007年、BS-i）
- シリーズ・江戸川乱歩短編集II 妖しい愛の物語／何者 (2016年、NHK BSプレミアム)

## 著書
- ぴんく（2000年11月、文芸社）ISBN 4835512359